# اتصال ترجیحی
اتصال ترجیحی (به انگلیسی: preferential attachment) یا پیوست ترجیحی به گونه‌ای از فرایندها گفته می‌شود که در آن یک کمیت مانند ثروت یا اعتبار، بین افراد و اشیا به بر اساس اینکه «از قبل» چقدر آن کمیت را داشته‌اند، توزیع می‌شود. در نتیجه این نوع توزیع، افرادی که از قبل ثروتمند بوده‌اند (نسبت به آنهایی که فقیرتر اند) به پول بیشتری می‌رسند. علت علاقه به این نوع از فرایندها یا ساز و کارهای آن است که این رده از فرایندها می‌تواند تحت شرایط مناسب، توزیع‌های «توانی» تولیدکنند.
به این فرایندها «فرایندهای یول (به انگلیسی: Yule process)»، «سود انباشته (به انگلیسی: cumulative advantage)»، «ثروتمند، پولدارتر می‌شود (به انگلیسی: the rich get richer)» و به صورت نادرست‌تر «اثر متیو» نیز گفته می‌شود. این فرایندها با قانون گیبرت (به انگلیسی: Gibrat's law) مرتبط هستند.